# 徐連勝
徐連勝（1881年—1918年），名名淵，字遠運，號捷卿，湖南桂陽太和鄉地界人。少年喪父，17歲輟學務農，常去廣東挑鹽謀生。19歲赴粵為生。宣統元年（1909）升為管帶兼哨官，兩年後任廣東新兵巡房營長。時以陳炯明、鄧鏗為首的中華革命軍東江第一軍進駐廣東惠州，徐連勝與洪兆麟聯合參加循城起義，投奔革命。與清軍作戰，連戰連勝，因名「連勝」，並以軍功升第五標統，補陸軍中校。
民國二年七月，「二次革命」爆發，廣東宣佈獨立。連勝隨鄧鏗赴三水作戰，討伐袁世凱軍。八月，討袁失敗，廣東為龍濟光所據，鄧鏗被通輯，連勝率部退至增城。民國三年被龍所收編，任增城防軍統領。因不發一彈解決「湘南兵變」，被授予陸軍少將、四等文虎勛章。民國四年四月，鄧鏗兩次潛入增城，策劃連勝率兩個營起義，佔據仙村、石灘，旋取石龍、博羅。徐部駐石龍，擁鄧鏗為中華革命軍東江總司令，徐連勝為第一旅旅長，與廣州、惠州、東莞三面之敵苦戰月餘，擊潰數倍于己之敵。
民國五年，調任陸軍第一混成旅旅長，六月，袁世凱死，龍濟光逃離廣州，桂系軍閥陸榮廷部據粵，歧視排擠革命軍，徐又與廣東省長朱慶瀾政見不合，於是憤而去職返鄉，與家鄉父老共辦興賢會、積谷會，獎勵學子，救濟貧困，受到地方群眾讚許。
民國六年，徐連勝奉孫中山急電返粵，任護法軍粵軍游擊司令，並於廣州司後街與孫中山、宋慶齡合照留念。
民國七年，受命為粵軍警備司令，領少將銜。六月，援閩粵軍初戰勝利。後敵軍增援，攻勢受挫，徐率部星夜馳援洪兆麟，很快突破敵陣，粵軍力克閩西南二十餘縣。後，徐在攻永定戰鬥中中彈殉職，時年僅三十八歲。
徐連勝死後，鄧鏗上書孫中山:「今捷卿因克復永定陣亡，失此良將，非僅粵軍不幸，本黨亦失一健將也」。孫中山聞耗，痛惜不已，特派員護送遺體回鄉，葬荷葉鋻塘村蔣家後山，並為之刻石立碑。國民政府撥撫金一萬元（銀元），後又每月發三百元家屬撫恤費，頌發「少將第」鍍金匾。
徐妻劉淑卿在其夫生前好友李濟深、蔡廷鍇等倡導和支持下，從香港回桂陽創辦捷卿中學（今湖南省桂陽縣第三中學），其子徐廣麟亦在澳門、廣東坪石、廣州創辦連勝中學、名淵中學作紀念。